# 黨衛隊行政部
黨衛隊總部（德語：SS-Hauptamt），另譯党卫队本部或党卫队中央）是1931年到1945年党卫队的一个重要指挥机关。

## 历史
党卫队行政部的前身是1931年建立的党卫队办公局（德語：SS-Amt），纳粹党建立党卫队办公局作为党卫军的参谋机构来协助党卫军高层领导人处理繁杂事务。1933年纳粹党在德国掌权之后党卫队办公局更名为党卫队地区指挥部（德語：SS-Oberführerbereichen），负责指挥纳粹德国境内的所有党卫队。

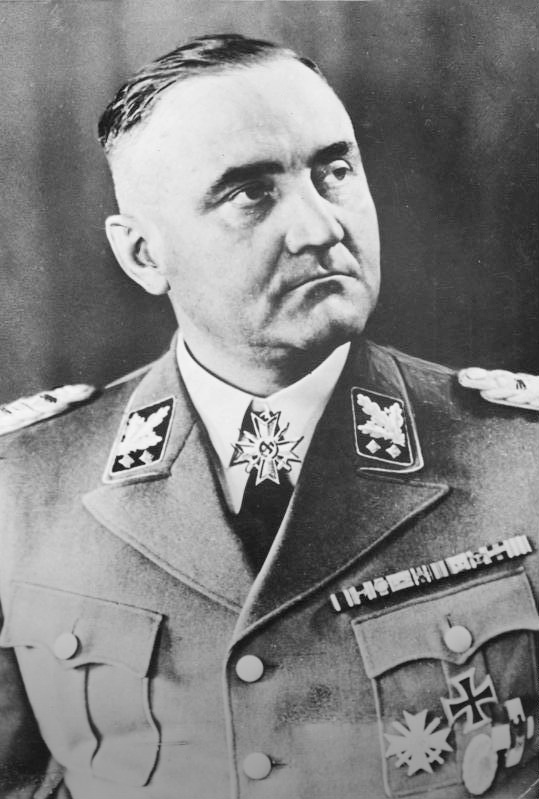
1939年-1945年间担任党卫队行政部部长的戈特洛勃·伯格尔

1935年1月30日，党卫队地区指挥部更名为党卫队行政部（德語：SS-Hauptamt），负责管理一般党卫队、党卫队集中营管理部队、党卫队占领区特别行动队和纳粹德国的国境守卫部队。在1935年—1940年间党卫队行政部曾拥有巨大的权力。
在1940年，党卫队行政部的人事局与司法局被移出，单独设立党卫队人事部和党卫队司法部（德語：Hauptamt SS-Gericht），党卫队经济管理部也在同一年建立。同时，由于党卫队特别机动部队（德語：SS-Verfügungstruppe）的人数持续不断的膨胀，党卫队特别机动部队被改组成武装党卫队，建立党卫队作战部（德語：SS-Führungshauptamt）以管理武装党卫队。此外，党卫队的电台联络和通信工作也从党卫队行政部移交给党卫队全国领袖个人参谋部的总通信长指挥。从此党卫队行政部的权力大为减小。

## 组织架构
1940年时，党卫队行政部掌握着人力资源配置、物质运输、党卫队成员的人事任命的权力。此时它有11个局：
- 总务局（Amt Zentralamt ）
- 医疗局（Amt Leitender Ärzt beim Chef SS-HA）
- 行政局（Amt Verwaltung）
- 武装党卫队补充局（Amt Ergänzungsamt der Waffen-SS）
- 物资采购局（Amt Erfassungsamt）
- 思想训练局（Amt für Weltanschauliche Erziehung）
- 体能训练局（Amt für Leibeserziehhung）
- 商务训练局（Amt für Berufserziehung）
- 日耳曼人宣传局（Amt Germanische Leitstelle，负责向欧洲的日耳曼人进行宣传工作，宣传他们加入武装党卫军）
- 日耳曼人招募局（Amt Germanische Ergänzung）
- 日耳曼人教育局（Amt Germanische Erziehung）

## 战后

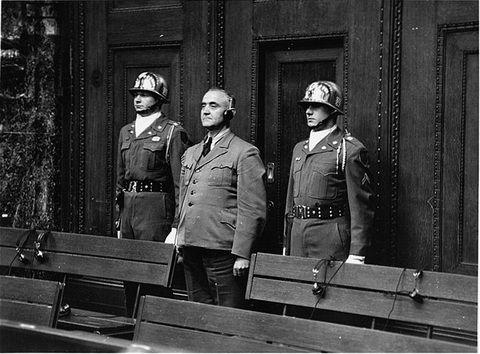
在1949年纽伦堡审判中戈特洛勃·伯格尔，他被判处25年监禁，但是在1951年就被释放了

第二次世界大战结束之后，党卫队行政部的许多官员因为组织并参与了一些反人类罪行，如犹太人大屠杀、纳粹别动队对占领区平民的屠杀等，而被审判。
目前位于德国柏林的德国联邦档案馆存放着一些关于党卫队行政部的档案。